# 廣寧縣 (清朝)
廣寧縣（转写：ambula niktongga hiyan）是清朝錦州府所屬的一個縣，其轄地在今北鎮市一帶地方。
遼置顯州奉先軍以奉顯陵，治奉先縣，兼領山東縣；金朝天輔七年（1123年）升顯州為廣寧府，治山東縣，天會八年（1130年）改奉先縣為鍾秀縣，大定二十九年（1189年）改山東縣為廣寧縣；元朝省廣寧縣、鍾秀縣入廣寧府；明置廣寧衛。
清朝康熙三年（1664年）六月，設廣寧縣，屬廣寧府。十二月，改屬錦州府。随锦州府属奉天府尹（奉天省）管辖。光绪三十二年（1906年），分廣寧縣地及盘蛇驿牧场地置盘山厅。
民國二年（1913年），废锦州府，广宁县直属奉天省。民國三年（1914年）1月，大总统袁世凯批准内务部《改定各省重複縣名及存廢理由清單》，在全国范围内，消灭重名县。因與其他省的廣寧縣重名，改名北鎮縣:172，表示境內有「北鎮」醫巫閭山。